# Hoofdklasse hockey heren 1995/96
Het seizoen 1995/96 is de 23ste editie van de herenhoofdklasse waarin onder de KNHB-vlag om het landskampioenschap hockey werd gestreden. Na de reguliere competitie en de play offs werd een nationaal kampioen bekend.
In het voorgaande seizoen zijn EHV en Push gedegradeerd. Voor hen kwamen Kampong en Victoria in de plaats.
HGC versloeg in de finale Bloemendaal met 2-1 en 3-1 en werd landskampioen. Onderin degradeerden Hattem en nieuwkomer Victoria.

## Eindstand
Na 22 speelronden was de eindstand:
| #  | Club              | GS | W  | G  | V  | P  | DV      | DT      | DS  |
| -- | ----------------- | -- | -- | -- | -- | -- | ------- | ------- | --- |
| 1  | Bloemendaal       | 22 | 15 | 3  | 4  | 33 | 63 - 32 | 63 - 32 | +31 |
| 2  | HGC               | 22 | 11 | 10 | 1  | 32 | 72 - 43 | 72 - 43 | +29 |
| 3  | Amsterdam         | 22 | 14 | 2  | 6  | 30 | 69 - 33 | 69 - 33 | +36 |
| 4  | Klein Zwitserland | 22 | 11 | 7  | 4  | 29 | 41 - 31 | 41 - 31 | +10 |
| 5  | Den Bosch         | 22 | 7  | 8  | 7  | 22 | 42 - 41 | 42 - 41 | +1  |
| 6  | Pinoké            | 22 | 9  | 3  | 10 | 21 | 38 - 42 | 38 - 42 | -4  |
| 7  | Oranje Zwart      | 22 | 9  | 3  | 10 | 21 | 36 - 52 | 36 - 52 | -16 |
| 8  | Kampong           | 22 | 6  | 8  | 8  | 20 | 33 - 43 | 33 - 43 | -10 |
| 9  | HDM               | 22 | 6  | 7  | 9  | 19 | 39 - 45 | 39 - 45 | -6  |
| 10 | Tilburg           | 22 | 4  | 9  | 9  | 17 | 35 - 46 | 35 - 46 | -11 |
| 11 | Hattem            | 22 | 4  | 6  | 12 | 14 | 31 - 47 | 31 - 47 | -16 |
| 12 | Victoria          | 22 | 2  | 2  | 18 | 6  | 24 - 68 | 24 - 68 | -44 |

### Legenda
| Afk.        | Betekenis                                                                               |
| ----------- | --------------------------------------------------------------------------------------- |
| GS          | aantal gespeelde wedstrijden                                                            |
| W           | aantal gewonnen wedstrijden                                                             |
| G           | aantal gelijk gespeelde wedstrijden                                                     |
| V           | aantal verloren wedstrijden                                                             |
| P           | totaal aantal punten                                                                    |
| DV          | aantal gemaakte doelpunten                                                              |
| DT          | aantal doelpunten tegen                                                                 |
| DS          | doelsaldo                                                                               |
| HGC         | Landskampioen HGC plaatst zich voor de Europacup I 1997                                 |
| Amsterdam   | Bekerwinnaar Amsterdam plaatst zich voor de Europacup II 1997                           |
| Bloemendaal | Bloemendaal en Klein Zwitserland hebben zich alleen weten te plaatsen voor de play offs |
| Hattem      | Hattem en Victoria zijn rechtstreeks gedegradeerd                                       |

## Topscorers
| #  | Speler                | Club              | Goals |
| -- | --------------------- | ----------------- | ----- |
| 1. | Bram Lomans           | HGC               | 26    |
| 2. | Taco van den Honert   | Amsterdam         | 20    |
| 3. | Cas Wolbert           | Den Bosch         | 19    |
| 4. | Wouter van Pelt       | HDM               | 16    |
| 4. | Remco van Wijk        | Bloemendaal       | 16    |
| 6. | Rochus Westbroek      | Klein Zwitserland | 15    |
| 7. | Floris Jan Bovelander | Bloemendaal       | 14    |
| 7. | Jeroen Delmee         | Tilburg           | 14    |
| 7. | Stephan Veen          | HGC               | 14    |

## Play offs landskampioenschap
Halve finales 1/4
| Team                  | Score     | Team                  |
| --------------------- | --------- | --------------------- |
| (4) Klein Zwitserland | 1-2 (0-1) | Bloemendaal (1)       |
| (1) Bloemendaal       | 3-1 (2-0) | Klein Zwitserland (4) |

Halve finales 2/3
| Team          | Score     | Team          |
| ------------- | --------- | ------------- |
| (3) Amsterdam | 2-1 (1-1) | HGC (2)       |
| (2) HGC       | 4-2 (2-2) | Amsterdam (3) |

Finales heren
| 11 mei 1996                   |           |                    |                                                         |
| HGC                           | 2-1 (0-1) | Bloemendaal        | Wassenaar Scheidsrechters: Floris Idenburg Jos Gorissen |
| 36. Veen 1-1 51. Delissen 2-1 |           | 20. Bovelander 0-1 | Wassenaar Scheidsrechters: Floris Idenburg Jos Gorissen |

| 12 mei 1996        |           |                                                               |                                                          |
| Bloemendaal        | 1-4 (1-1) | HGC                                                           | Bloemendaal Scheidsrechters: Peter von Reth Peter Elders |
| 22. Bovelander 1-0 |           | 24. Veen 1-1 57. Delissen 1-2 61. Delissen 1-3 65. Lomans 1-4 | Bloemendaal Scheidsrechters: Peter von Reth Peter Elders |

Nederlands landskampioenschap:

1897/98 ·
1898/99 ·
1899/00 ·
1900/01 ·
1901/02 ·
1902/03 ·
1903/04 ·
1904/05 ·
1905/06 ·
1906/07 ·
1907/08 ·
1908/09 ·
1909/10 ·
1910/11 ·
1911/12 ·
1912/13 ·
1913/14 ·
1914/15 ·
1915/16 ·
1916/17 ·
1917/18 ·
1918/19 ·
1919/20 ·
1920/21 ·
1921/22 ·
1922/23 ·
1923/24 ·
1924/25 ·
1925/26 ·
1926/27 ·
1927/28 ·
1928/29 ·
1929/30 ·
1930/31 ·
1931/32 ·
1932/33 ·
1933/34 ·
1934/35 ·
1935/36 ·
1936/37 ·
1937/38 ·
1938/39 ·
1939/40 ·
1940/41 ·
1941/42 ·
1942/43 ·
1943/44 ·
1944/45 ·
1945/46 ·
1946/47 ·
1947/48 ·
1948/49 ·
1949/50 ·
1950/51 ·
1951/52 ·
1952/53 ·
1953/54 ·
1954/55 ·
1955/56 ·
1956/57 ·
1957/58 ·
1958/59 ·
1959/60 ·
1960/61 ·
1961/62 ·
1962/63 ·
1963/64 ·
1964/65 ·
1965/66 ·
1966/67 ·
1967/68 ·
1968/69 ·
1969/70 ·
1970/71 ·
1971/72 ·
1972/73
Hoofdklasse heren:

1973/74 · 
1974/75 · 
1975/76 · 
1976/77 · 
1977/78 · 
1978/79 · 
1979/80 · 
1980/81 · 
1981/82 · 
1982/83 · 
1983/84 · 
1984/85 · 
1985/86 · 
1986/87 · 
1987/88 · 
1988/89 · 
1989/90 · 
1990/91 · 
1991/92 · 
1992/93 · 
1993/94 · 
1994/95 · 
1995/96 · 
1996/97 · 
1997/98 · 
1998/99 · 
1999/00 · 
2000/01 · 
2001/02 · 
2002/03 · 
2003/04 · 
2004/05 · 
2005/06 · 
2006/07 · 
2007/08 · 
2008/09 · 
2009/10 · 
2010/11 · 
2011/12 · 
2012/13 ·
2013/14 ·
2014/15 ·
2015/16 ·
2016/17 ·
2017/18 ·
2018/19 ·
2019/20 ·
2020/21 ·
2021/22 ·
2022/23 ·
2023/24 ·
2024/25 ·
Nederlandse competities: Hoofdklasse (zaal) · Promotieklasse · Overgangsklasse · Eerste klasse · Tweede klasse · Derde klasse · Vierde klasse · Gold Cup · Silver Cup

Nederlands kampioenschap: Lijst van Nederlandse landskampioenen hockey · Lijst van Nederlandse landskampioenen zaalhockey

Europese competities: Euro Hockey League · Europacup I · Europa Cup II · Europacup zaalhockey